# Dániel Varró
Dániel Varró (ung. Varró Dániel), född 11 september 1977 i Budapest, är en ungersk poet och översättare.

## Biografi
Varró började publicera dikter redan som tolvåring (1989). Efter ekonomistudier på gymnasiet fortsatte han 1996 med studier på Eötvös Loránd-universitetets ungersk-engelska fakultet. Han hade då redan börjat publicera dikter och bilder i olika litterära tidskrifter.
Av Varrós dikter har hittills (2015) fem samlingsvolymer tryckts. Varrós första diktsamling (Bögre azur, 'Mugg i blått') gavs ut 1999, då han var 21 år gammal. Hans andra bok, 2003 års Túl a Maszat-hegyen ('Bortom det suddiga berget', var en roman skriven på rim.
2007 nådde Szívdesszert ('Hjärtdessert') bokhandelshyllorna, medan 2010 års utgåva var Akinek a lába hatos ('Han som har sex i skostorlek') innehållandes avancerade rim för småbarn. Den sistnämnda, som inspirerats av hans barns födelse, fick året därpå en uppföljare i form av Akinek a foga kijött ('Han som fått en tand').
2013 publicerades Nem, nem, nem ('Nej, nej, 'nej'), med illustrationer av Írisz Agócs.
Dániel Varró verkar även som översättare, både av poesi och andra böcker. Dessutom både översätter han och skriver egna teatertexter. Sedan 1999 är Varró medlem av den litterära Attila József-gruppen.
Varró har fått motta ett antal litterära priser. 2003 belönades han med IBBY-priset för årets barnbok. 2005 fick han motta Attila József-priset.